# Nazionale maschile di pallacanestro dell'Etiopia
La nazionale di pallacanestro dell'Etiopia è la rappresentativa cestistica dell'Etiopia ed è posta sotto l'egida della Federazione cestistica dell'Etiopia.
Ha preso parte ai FIBA AfroBasket 1962 giungendo quinta.

## Piazzamenti

### Campionati africani
- 1962 - 5°